# My December
My December je treći studijski album američke pjevačice Kelly Clarkson. Album je objavljen 22. lipnja 2007. godine u izdanju RCA Recordsa. Album je samo u SAD-u prodan u 1 000 000 kopija te je dobio platinastu certifikaciju. Platinastu certifikaciju je također dobio u Kanadi i Australiji.

## Svađa s diskografskom kućom
Prije samog objavljivanja albuma, izvori su izvijestili kako je Clive Davis, šef Sony BMG-a, bio nezadovoljan s albumom. Davis navodno htio da Clarkson napraviti značajne promjene na albumu, tvrdeći po glasinama čak je želio da počne snimati cijeli album iznova. Clarkson je odbila da promijeni bilo što na albumu. Na početku, ovi su izvještaji odbijen od strane predstavnika RCA i Clive Davisa, a Davis je navodio kako je Clarkson "jedna od najboljih četiri umjetnika u Sony-BMG-u" i želi da se tretira kao takva.
Međutim Clarkson je kasnije potvrdila kako su glasine bile točne. Također je izjavila kako Clive Davis nije htio objaviti album u dogovorenom roku i kako su joj rekli da je album pre mračan i negativan. 
Poznati sudac American Idola Simon Cowell komentirao je situaciju;

## Singlovi
"Never Again" je prvi i najavni singl s albuma. Clarkson je objavljivanje potvrdila 4. travnja 2007. godine a premijera pjesme je bila 13. travnja 2007. na tijekom emisije On-Air with Ryan Seacrest. Preko iTunesa je objavljena 20. travnja, a kao CD singl 24. travnja 2007. godine. Pjesma se plasirala na osmoj poziciji američke ljestvice singlova Billboard Hot 100, alu za razliku od prijašnjih singlova pjesma nije imala radijsku potporu. S malim brojem radijskih emitiranja pjesma je prodana u skoro milijun kopija u SAD-u.
Pjesma "Sober" objavljena je kao drugi singl s albuma My December, 10. srpnja 2007. godine. Dana, 6. lipnja 2007. godine pjesma je poslana na radijske stanice. Zbog lošeg plasmana njenog prijašnjeg singla "Never Again" na radijskim ljestvicima objavili su "Sober" kako bi ostvarila bolji plasman. Zbog lošeg plasmana singla na ljestvicama spot nije objavljen, pjesma također nije dobila nikakvu promociju od diskografske kuće RCA Records.
"One Minute" je pjesma koja je objavljena kao drugi singl u Australiji. Na australskoj ljestvici singlova se plasirala na 36. poziciji, ostalo je samo par tjedana na ljestvici. Pjesma je bila popularna na australskim radijskim stanicama. Pjesma je objavljena kao CD singl 22. rujna 2007. godine.
"Don't Waste Your Time" je treći i posljednji singl s albuma, koji je objavljen samo u pojedinim zemljama. Nije dožio veći uspjeh na svjetskim ljestvicama te se plasirao na 93. poziciji njemačke ljestvice singlova Media Control Singles Top 100. Kao singl je objavljena 27. rujna 2007. godine.

## Popis pjesama
| Br. | Skladba                 | Tekstopisac                                              | Producent   | Trajanje |
| --- | ----------------------- | -------------------------------------------------------- | ----------- | -------- |
| 1.  | »Never Again«           | Clarkson, Jimmy Messer                                   | David Kahne | 3:37     |
| 2.  | »One Minute«            | Clarkson, Kara DioGuardi, Chantal Kreviazuk, Raine Maida | David Kahne | 3:05     |
| 3.  | »Hole«                  | Clarkson, Messer, Dwight Baker                           | David Kahne | 3:02     |
| 4.  | »Sober«                 | Clarkson, Aben Eubanks, Calamity McEntire, Messer        | David Kahne | 4:52     |
| 5.  | »Don't Waste Your Time« | Clarkson, Messer, Malcolm Pardon, Fredrik Rinman         | David Kahne | 3:36     |
| 6.  | »Judas«                 | Clarkson, Messer, Baker, David Kahne                     | David Kahne | 3:37     |
| 7.  | »Haunted«               | Clarkson, Messer, Jason Halbert                          | David Kahne | 3:19     |
| 8.  | »Be Still«              | Clarkson, Eubanks                                        | David Kahne | 3:25     |
| 9.  | »Maybe«                 | Clarkson, Messer, Eubanks                                | David Kahne | 4:23     |
| 10. | »How I Feel«            | Clarkson, Messer, Baker, Kahne                           | David Kahne | 3:41     |
| 11. | »Yeah«                  | Clarkson, Messer, Pardon, Rinman                         | David Kahne | 2:43     |
| 12. | »Can I Have a Kiss«     | Clarkson, Messer, Baker                                  | David Kahne | 3:32     |
| 13. | »Irvine«                | Clarkson, Eubanks                                        | David Kahne | 8:48     |

## Ljestvice
| Ljestvice (2007.)      | Najviša pozicija |
| ---------------------- | ---------------- |
| Australija             | 4                |
| Austrija               | 8                |
| Belgija (Flandrija)    | 23               |
| Češka                  | 33               |
| Danska                 | 17               |
| Finska                 | 19               |
| Irska                  | 2                |
| Japan                  | 42               |
| Kanada                 | 2                |
| Meksiko                | 27               |
| Nizozemska             | 7                |
| Novi Zeland            | 8                |
| Njemačka               | 5                |
| Poljska                | 39               |
| SAD (Billboard 200)    | 2                |
| Švedska                | 38               |
| Švicarska              | 5                |
| Ujedinjeno Kraljevstvo | 2                |

| Država     | Certifikacija | Prodaja   |
| ---------- | ------------- | --------- |
| Australija | platinasta    | 70.000    |
| Austrija   | zlatna        | 15.000    |
| Kanada     | platinasta    | 100.000   |
| Njemačka   | zlatna        | 60.000    |
| SAD        | platinasta    | 1.000.000 |
| UK         | zlatna        | 100.000   |

## Povijest objavljivanja
| Država                 | Datum            | Izdavač     | Format                    |
| ---------------------- | ---------------- | ----------- | ------------------------- |
| Europa                 | 22. lipnja 2007. | RCA Records | CD, digitalno preuzimanje |
| Brazil                 | 22. lipnja 2007. | RCA Records | CD, digitalno preuzimanje |
| Australija             | 23. lipnja 2007. | RCA Records | CD, digitalno preuzimanje |
| Venezuela              | 23. lipnja 2007. | RCA Records | CD, digitalno preuzimanje |
| Ujedinjeno Kraljevstvo | 25. lipnja 2007. | RCA Records | CD, digitalno preuzimanje |
| SAD                    | 26. lipnja 2007. | RCA Records | CD, digitalno preuzimanje |
| Tajland                | 5. srpnja 2007.  | RCA Records | CD, digitalno preuzimanje |